# Shona Rubens
Shona Rubens  (Sydney, 31 oktober 1986) is een Canadese voormalige alpineskiester.

## Carrière
Rubens maakte haar wereldbekerdebuut in oktober 2005 tijdens de reuzenslalom in  Sölden. Ze stond nog nooit op het podium van een wereldbekerwedstrijd.
Op de Olympische Winterspelen 2006 nam ze deel aan de afdaling en de combinatie. Op deze Olympische afdaling eindigde ze 26e. Vier jaar later, in Vancouver, was ze opnieuw van de partij op de Olympische Spelen. Als beste resultaat liet ze een twaalfde plaats in de Supercombinatie optekenen.
Op 27 april 2010 kondigde Rubens haar afscheid van de topsport aan.

## Resultaten

### Titels
Canadees kampioene slalom - 2007, 2008, 2009
Canadees kampioene afdaling - 2007, 2009
Canadees kampioene super G - 2007

### Wereldkampioenschappen
| Jaar | Plaats | Resultaten                                                   |
| ---- | ------ | ------------------------------------------------------------ |
| 2007 | Åre    | 18e Afdaling 25e Reuzenslalom DNF Slalom DNF Supercombinatie |

### Olympische Spelen
| Jaar | Plaats    | Resultaten                                                    |
| ---- | --------- | ------------------------------------------------------------- |
| 2006 | Turijn    | 26e Afdaling DNF Combinatie                                   |
| 2010 | Vancouver | 12e Supercombinatie 21e Afdaling 28e Reuzenslalom DNF Super G |

### Wereldbeker

#### Eindklasseringen
| Seizoen   | Algm | AD  | RS  | SG  | SC  |
| --------- | ---- | --- | --- | --- | --- |
| 2005/2006 | 89e  | 44e | -   | -   | -   |
| 2006/2007 | 98e  | 47e | -   | -   | 24e |
| 2009/2010 | 80e  | -   | 47e | 38e | 16e |